# HD 168443 b
HD 168443 b是一顆質量為木星7倍的太陽系外行星，位於巨蛇座，距離地球約123.5光年。目前尚未得知他的軌道傾角，因此它也可能是棕矮星。它和母恆星的距離低於太陽和水星的距離，因此可預期它的表面溫度極高。

## 外部連結
- . Exoplanets.   [2008-09-08]. （原始内容存档于2009-11-24）.